# Maniho australis
Maniho australis là một loài nhện trong họ Amphinectidae. Loài này phân bố ở New Zealand.